# Gran Premio de los Países Bajos de Motociclismo de 2001
El Gran Premio de los Países Bajos de Motociclismo de 2001 (oficialmente: Gauloises TT Assen) fue la séptima prueba del Campeonato del Mundo de Motociclismo de 2001. Tuvo lugar en el fin de semana del 28 al 30 de junio  de 2001 en el Circuito de Assen en Assen (Países Bajos).
La carrera de 500cc fue ganada por Max Biaggi, seguido de Valentino Rossi y Loris Capirossi. Jeremy McWilliams ganó la prueba de 250cc, por delante de Emilio Alzamora y José David de Gea. La carrera de 125cc fue ganada por Toni Elías, Arnaud Vincent fue segundo y Steve Jenkner tercero.

## Resultados

### Resultados 500cc
La carrera se detuvo después de 15 de las 20 vueltas programadas debido a la lluvia.
| Pos.    | N.º | Piloto              | Constructor | Vueltas | Tiempo     | Parrilla | Pts. |
| ------- | --- | ------------------- | ----------- | ------- | ---------- | -------- | ---- |
| 1       | 3   | Max Biaggi          | Yamaha      | 15      | 30:56.346  | 2        | 25   |
| 2       | 46  | Valentino Rossi     | Honda       | 15      | +0.126     | 3        | 20   |
| 3       | 65  | Loris Capirossi     | Honda       | 15      | +0.732     | 1        | 16   |
| 4       | 4   | Alex Barros         | Honda       | 15      | +1.231     | 4        | 13   |
| 5       | 56  | Shinya Nakano       | Yamaha      | 15      | +9.844     | 5        | 11   |
| 6       | 1   | Kenny Roberts, Jr.  | Suzuki      | 15      | +10.622    | 6        | 10   |
| 7       | 15  | Sete Gibernau       | Suzuki      | 15      | +14.259    | 9        | 9    |
| 8       | 11  | Tohru Ukawa         | Honda       | 15      | +18.620    | 11       | 8    |
| 9       | 17  | Jurgen vd Goorbergh | Proton KR   | 15      | +18.857    | 14       | 7    |
| 10      | 41  | Noriyuki Haga       | Yamaha      | 15      | +22.557    | 13       | 6    |
| 11      | 19  | Olivier Jacque      | Yamaha      | 15      | +32.629    | 12       | 5    |
| 12      | 10  | José Luis Cardoso   | Yamaha      | 15      | +1:00.316  | 17       | 4    |
| 13      | 9   | Leon Haslam         | Honda       | 15      | +1:00.461  | 15       | 3    |
| 14      | 12  | Haruchika Aoki      | Honda       | 15      | +1:00.686  | 16       | 2    |
| 15      | 14  | Anthony West        | Honda       | 15      | +1:07.276  | 18       | 1    |
| 16      | 68  | Mark Willis         | Pulse       | 15      | +1:19.375  | 22       |      |
| 17      | 21  | Barry Veneman       | Honda       | 15      | +1:27.921  | 21       |      |
| 18      | 16  | Johan Stigefelt     | Sabre V4    | 13      | +2 Vueltas | 19       |      |
| Ret     | 28  | Àlex Crivillé       | Honda       | 3       | Caída      | 10       |      |
| Ret     | 6   | Norick Abe          | Yamaha      | 2       | Caída      | 8        |      |
| Ret     | 7   | Carlos Checa        | Yamaha      | 2       | Caída      | 7        |      |
| Ret     | 24  | Jason Vincent       | Pulse       | 1       | Retirado   | 20       |      |
| DNS     | 5   | Garry McCoy         | Yamaha      |         | No corrió  |          |      |
| DNS     | 8   | Chris Walker        | Honda       |         | No corrió  |          |      |
| Fuente: |     |                     |             |         |            |          |      |

### Resultados 250cc
| Pos.    | N.º | Piloto             | Constructor | Vueltas | Tiempo     | Parrilla | Pts. |
| ------- | --- | ------------------ | ----------- | ------- | ---------- | -------- | ---- |
| 1       | 99  | Jeremy McWilliams  | Aprilia     | 18      | 39:28.516  | 4        | 25   |
| 2       | 7   | Emilio Alzamora    | Honda       | 18      | +16.371    | 17       | 20   |
| 3       | 22  | José David de Gea  | Yamaha      | 18      | +38.409    | 19       | 16   |
| 4       | 50  | Sylvain Guintoli   | Aprilia     | 18      | +39.214    | 13       | 13   |
| 5       | 21  | Franco Battaini    | Aprilia     | 18      | +1:09.461  | 21       | 11   |
| 6       | 5   | Marco Melandri     | Aprilia     | 18      | +1:29.468  | 3        | 10   |
| 7       | 37  | Luca Boscoscuro    | Aprilia     | 18      | +1:37.463  | 14       | 9    |
| 8       | 11  | Riccardo Chiarello | Aprilia     | 18      | +1:41.959  | 23       | 8    |
| 9       | 20  | Jerónimo Vidal     | Aprilia     | 18      | +1:42.287  | 20       | 7    |
| 10      | 16  | David Tomás        | Honda       | 18      | +1:44.715  | 22       | 6    |
| 11      | 74  | Daijiro Kato       | Honda       | 18      | +2:08.641  | 2        | 5    |
| 12      | 66  | Alex Hofmann       | Aprilia     | 17      | +1 Vuelta  | 12       | 4    |
| 13      | 81  | Randy de Puniet    | Aprilia     | 17      | +1 Vuelta  | 6        | 3    |
| 14      | 9   | Sebastián Porto    | Yamaha      | 17      | +1 Vuelta  | 8        | 2    |
| 15      | 61  | Jarno Boesveld     | Yamaha      | 17      | +1 Vuelta  | 29       | 1    |
| 16      | 57  | Lorenzo Lanzi      | Aprilia     | 17      | +1 Vuelta  | 15       |      |
| 17      | 15  | Roberto Locatelli  | Aprilia     | 17      | +1 Vuelta  | 9        |      |
| 18      | 12  | Klaus Nöhles       | Aprilia     | 17      | +1 Vuelta  | 16       |      |
| 19      | 8   | Naoki Matsudo      | Yamaha      | 17      | +1 Vuelta  | 7        |      |
| 20      | 6   | Alex Debón         | Aprilia     | 17      | +1 Vuelta  | 11       |      |
| 21      | 60  | Gert Pieper        | Honda       | 17      | +1 Vuelta  | 31       |      |
| 22      | 36  | Luis Costa         | Yamaha      | 17      | +1 Vuelta  | 25       |      |
| 23      | 63  | Arnold Litjens     | Honda       | 17      | +1 Vuelta  | 30       |      |
| 24      | 31  | Tetsuya Harada     | Aprilia     | 17      | +1 Vuelta  | 1        |      |
| 25      | 23  | César Barros       | Yamaha      | 16      | +2 Vueltas | 28       |      |
| 26      | 18  | Shahrol Yuzy       | Yamaha      | 15      | +3 Vueltas | 10       |      |
| Ret     | 98  | Katja Poensgen     | Aprilia     | 15      | Caída      | 27       |      |
| Ret     | 55  | Diego Giugovaz     | Yamaha      | 12      | Caída      | 26       |      |
| Ret     | 62  | Jason DiSalvo      | Honda       | 8       | Retirado   | 24       |      |
| Ret     | 44  | Roberto Rolfo      | Aprilia     | 6       | Retirado   | 5        |      |
| Ret     | 45  | Stuart Edwards     | Honda       | 5       | Caída      | 32       |      |
| Ret     | 42  | David Checa        | Honda       | 1       | Caída      | 18       |      |
| DNS     | 10  | Fonsi Nieto        | Aprilia     |         | No corrió  |          |      |
| Fuente: |     |                    |             |         |            |          |      |

### Resultados 125cc
| Pos.    | N.º | Piloto               | Constructor | Vueltas | Tiempo    | Parrilla | Pts. |
| ------- | --- | -------------------- | ----------- | ------- | --------- | -------- | ---- |
| 1       | 24  | Toni Elías           | Honda       | 17      | 41:34.738 | 5        | 25   |
| 2       | 21  | Arnaud Vincent       | Honda       | 17      | +0.607    | 13       | 20   |
| 3       | 17  | Steve Jenkner        | Aprilia     | 17      | +23.253   | 4        | 16   |
| 4       | 5   | Noboru Ueda          | TSR-Honda   | 17      | +33.979   | 20       | 13   |
| 5       | 18  | Jakub Smrž           | Honda       | 17      | +40.196   | 12       | 11   |
| 6       | 23  | Gino Borsoi          | Aprilia     | 17      | +48.556   | 1        | 10   |
| 7       | 6   | Mirko Giansanti      | Honda       | 17      | +48.892   | 26       | 9    |
| 8       | 39  | Jaroslav Huleš       | Honda       | 17      | +57.998   | 7        | 8    |
| 9       | 19  | Alessandro Brannetti | Aprilia     | 17      | +1:14.063 | 25       | 7    |
| 10      | 10  | Jarno Müller         | Honda       | 17      | +1:15.060 | 11       | 6    |
| 11      | 16  | Simone Sanna         | Aprilia     | 17      | +1:26.168 | 18       | 5    |
| 12      | 7   | Stefano Perugini     | Italjet     | 17      | +1:44.150 | 19       | 4    |
| 13      | 77  | Adrián Araujo        | Honda       | 17      | +1:49.270 | 31       | 3    |
| 14      | 12  | Raúl Jara            | Aprilia     | 17      | +1:51.773 | 28       | 2    |
| 15      | 11  | Max Sabbatani        | Aprilia     | 17      | +1:52.151 | 21       | 1    |
| 16      | 27  | Marco Petrini        | Honda       | 17      | +1:52.504 | 27       |      |
| 17      | 34  | Eric Bataille        | Honda       | 17      | +2:23.022 | 29       |      |
| 18      | 68  | Wilhelm van Leeuwen  | Honda       | 16      | +1 Vuelta | 30       |      |
| 19      | 69  | Ronnie Timmer        | Yamaha      | 16      | +1 Vuelta | 34       |      |
| Ret     | 41  | Youichi Ui           | Derbi       | 12      | Caída     | 3        |      |
| Ret     | 54  | Manuel Poggiali      | Gilera      | 11      | Caída     | 6        |      |
| Ret     | 26  | Dani Pedrosa         | Honda       | 10      | Caída     | 10       |      |
| Ret     | 70  | Patrick Lakerveld    | Honda       | 10      | Caída     | 32       |      |
| Ret     | 31  | Ángel Rodríguez      | Aprilia     | 9       | Caída     | 16       |      |
| Ret     | 29  | Ángel Nieto, Jr.     | Honda       | 8       | Caída     | 14       |      |
| Ret     | 9   | Lucio Cecchinello    | Aprilia     | 6       | Retirado  | 2        |      |
| Ret     | 25  | Joan Olivé           | Honda       | 5       | Caída     | 23       |      |
| Ret     | 67  | Adri den Bekker      | Honda       | 3       | Caída     | 33       |      |
| Ret     | 28  | Gábor Talmácsi       | Honda       | 2       | Caída     | 24       |      |
| Ret     | 4   | Masao Azuma          | Honda       | 2       | Caída     | 17       |      |
| Ret     | 15  | Alex de Angelis      | Honda       | 0       | Caída     | 9        |      |
| Ret     | 20  | Gaspare Caffiero     | Aprilia     | 0       | Caída     | 22       |      |
| Ret     | 22  | Pablo Nieto          | Derbi       | 0       | Caída     | 8        |      |
| Ret     | 8   | Gianluigi Scalvini   | Italjet     | 0       | Caída     | 15       |      |
| Fuente: |     |                      |             |         |           |          |      |